# 趙興
趙 興（ちょう こう、ベトナム語: Triệu Hưng）は、南越の第4代王。

## 生涯
明王趙嬰斉の次男として生まれた。母は邯鄲樛氏。元鼎2年（紀元前115年）に父王が薨去すると、南越王として即位した。母の樛氏を太后に立てた。前漢は哀王の入朝を促すため、太后の元愛人の安国少季を使者として派遣した。太后は再び安国少季と通じるようになり、哀王に入朝を勧めた。相の呂嘉はたびたび哀王を諫めたが、聞き入れなかった。太后は呂嘉の反乱を恐れて、処刑の口実を作るため宴席を設けた。呂嘉は気配を察して虎口を逃れ、大臣たちと反乱を相談した。
韓千秋と樛楽は漢の武帝の命を受けて兵2000人を率いておもむき、呂嘉の殺害を謀った。呂嘉はついに兵を起こして哀王と太后・安国少季を殺し、哀王の庶兄の趙建徳を擁立した。